# Pipistrellus minahassae
Pipistrellus minahassae là một loài động vật có vú trong họ Dơi muỗi, bộ Dơi. Loài này được Meyer mô tả năm 1899.